# Óblast de Poltava
La óblast de Poltava (en ucraniano: Полтавська область, Poltavs’ka óblast’ o Полтавщина, Poltávschyna) es un óblast (provincia) de Ucrania situado en el este del país. Su capital está en Poltava. La región es un centro de las industrias del petróleo y del gas natural, con multitud de yacimientos petrolíferos y oleoductos. Existe una importante refinería en la ciudad de Kremenchuk. También hay destacadas instalaciones para el tratamiento del mineral de hierro. Se cree que la norma culta de la lengua ucraniana se basa en el dialecto local que aquí hablaban los campesinos en el siglo XIX. En la actualidad, por lo menos la mitad de la población habla una mezcla de ucraniano y ruso llamada súrzhyk. Este fenómeno se ha producido debido a diversos procesos relacionados con la industrialización, inmigración y rusificación. La óblast de Poltava tiene una superficie de 28 800 km².
En 1809, en Soróchintsy, entonces en el uyezd de Mýrhorod de la Gobernación de Poltava, nació el gran escritor Nikolái Gógol.

## Geografía
| Noroeste: Óblast de Kiev        | Norte: Óblast de Chernígov    | Noreste: Óblast de Sumy           |
| Oeste: Óblast de Cherkasy       |                               | Este: Óblast de Járkov            |
| Suroeste: Óblast de Kirovogrado | Sur: Óblast de Dnipropetrovsk | Sureste: Óblast de Dnipropetrovsk |

## Sistema administrativo
El centro administrativo de la óblast de Poltava es la ciudad de Poltava.
Número de unidades administrativas:
- Raiónes - 4
- Raiónes en las ciudades - 5
- Localidades - 1862 
  - Localidades rurales - 1826
  - Localidades urbanas - 5
- Ciudades - 467

La administración local es llevada a cabo por la Rada de la óblast de Poltava. El jefe de la administración gubernamental (Óblast), es el gobernador, el cual es nombrado por el presidente de Ucrania.

## Población
La población el 1 de enero de 2005 era de 1.600.000 habitantes

## Subdivisiones administrativas
La provincia de Poltava está subdividida desde 2020 en 4 distritos.
| Distritos de la óblast de Poltava                                             |
| - Raión de Kremenchuk - Raión de Lubní - Raión de Mýrhorod - Raión de Poltava |

### Raiónes hasta 2020
| Distritos de la óblast de Poltava hasta 2020 |
| - Raión Velikobagachanskiy (en ucraniano Великобагачанський район) - Raión Gádyachskiy (en ucraniano Гадячський район) - Raión Glóbinskiy (en ucraniano Глобинський район) - Raión Grebenkovskiy (en ucraniano Гребенкiвський район ) - Raión Dikanskiy (en ucraniano Диканський район) - Raión Zenkovskiy (en ucraniano Зеньковський район) - Raión Kárlivskiy (en ucraniano Ка́рлівський район) - Raión Kobelyakskiy (en ucraniano Кобелякський район) - Raión Kozelschinskiy (en ucraniano Козельщинський район) - Raión Kotelevskiy (en ucraniano Котелевський район) - Raión Kremenchugskiy (en ucraniano Кременчуцький район) - Raión Lójvitskiy (en ucraniano Лохвицький район) - Raión Lubenskiy (en ucraniano Лубенський район) - Raión Mashevskiy (en ucraniano Машевський район) - Raión Mýrhorodskiy (en ucraniano Миргородський район) - Raión Novosanzharskiy (en ucraniano Новосанжарський район) - Raión Orzjitskiy (en ucraniano Оржицький район) - Raión Piryatinskiy (en ucraniano Пирятинський район) - Raión Poltavskiy (en ucraniano Полтавський район) - Raión Reshetílovskiy (en ucraniano Решетиловський район) - Raión Seménivskiy (en ucraniano Семенiвський район) - Raión Jorolskiy (en ucraniano Хорольський район) - Raión Chernujinskiy (en ucraniano Чорнухинський район) - Raión Chútivskiy (en ucraniano Чу́тівський райо́н) - Raión Shishatskiy (en ucraniano Шишацький район) |

## Ciudades principales
- Poltava (en ucraniano Полтава)
- Komsomolsk (en ucraniano Комсомольск)
- Kremenchuk (en ucraniano Кременчук)
- Lubny (en ucraniano Любни)
- Myrhorod (en ucraniano Миргород)